# FK Obilić Živica
Fudbalski klub Obilić Živica je fudbalski klub iz Živice, Srbija. Klub se takmiči u nižim rangovima srpskog fudbala i predstavlja deo lokalne sportske zajednice.

## Istorija
FK Obilić Živica osnovan je s ciljem razvoja fudbala u lokalnoj zajednici. Klub okuplja igrače iz regiona i neguje sportsku tradiciju u ovom delu Srbije.

## Takmičenja
Klub se takmiči u regionalnim ligama i učestvuje u lokalnim fudbalskim takmičenjima.